# Festivali i Këngës 42
42. Festivali i Këngës został zorganizowany 19-21 grudnia 2003 roku w Pałacu Kongresu w Tiranie przez albańskiego nadawcę publicznego Radio Televizioni Shqiptar (RTSH). Koncert finałowy wygrała Anjeza Shahini z utworem „Imazhi yt”, który został wybrany pierwszą krajową propozycją na 49. Konkurs Piosenki Eurowizji organizowany w 2004 roku.

## Przebieg konkursu
Albańska telewizja RTSH postanowiła zadebiutować w stawce Konkursu Piosenki Eurowizji podczas imprezy w 2004 roku. Nadawca zdecydował, że reprezentantem państwa zostanie zwycięzca finału Festivali i Këngës 42 organizowanego 21 grudnia 2003. Koncert finałowy poprzedziły dwa półfinały, a całość prowadzili Adi Krasta i Ledina Çelo.

## Półfinały
Przed koncertem finałowym, telewizja RTSH zorganizowała dwa półfinały Festivali i Këngës 42, które odbyły się 19 i 20 grudnia 2003. Wzięło w nich udział kolejno czternastu i piętnastu uczestników. Do sobotniego finału awansowało po dziewięciu artystów najwyżej ocenionych przez jurorów i telewidzów z każdej rundy.
| L.p. | Artysta             | Piosenka                         |
| ---- | ------------------- | -------------------------------- |
| 1    | Orges Toçi          | „Eja”                            |
| 2    | Fazile Syla         | „Jeto jetën tënde”               |
| 3    | Arjan Hasanbelliu   | „Nata”                           |
| 4    | Elvana Gjata        | „Pranë teje”                     |
| 5    | Rudi & Ingrid Jushi | „Me ty”                          |
| 6    | Voltan Prodani      | „Kthehu dhe kujtohu”             |
| 7    | Aurel Thëllimi      | „Dashuri dhe lojë”               |
| 8    | Arbër Arapi         | „Bota ime”                       |
| 9    | Kozma Dushi         | „E nesërmja tjetër kujt i takon” |
| 10   | Ermiona Lekbello    | „Ç'punë ke ti me dashurinë”      |
| 11   | Klajdi Musabelliu   | „Një shpresë për jetën time”     |
| 12   | Evis Mula           | „E dashuruar”                    |
| 13   | Saimir Çili         | „Sa herë vjen pranvera”          |
| 14   | Rovena Dilo         | „Njëmijë zemra”                  |

| L.p. | Artysta         | Utwór                        |
| ---- | --------------- | ---------------------------- |
| 1    | Andi Kongo      | „Sikur të rroja sa kjo botë” |
| 2    | Erida Rexhepi   | „Kthehu”                     |
| 3    | Kujtim Prodani  | „Ju të dashurat e mia”       |
| 4    | Edmond Mancaku  | „Trill vjeshte”              |
| 5    | Anila Jonuzi    | „E kam një sekret”           |
| 6    | Gjergj Jorgaqi  | „Dua dhe s'dua"              |
| 7    | Anisa Dervina   | „Sytë e zemrës”              |
| 8    | Rijet Pirani    | „Ike”                        |
| 9    | Anjeza Shahini  | „Imazhi yt”                  |
| 10   | Bashkim Rodoni  | „Rritu pa mbarim”            |
| 11   | Eneda Tarifa    | „Qëndroj”                    |
| 12   | Rosela Gjylbegu | „Hirushja”                   |
| 13   | Françesk Radi   | „Syri i saj po më verbon”    |
| 14   | Saimir Braho    | „Fjala”                      |
| 15   | Mariza Ikonomi  | „Mbi urë”                    |

Legenda:
     Uczestnicy, którzy awansowali do finału

## Finał

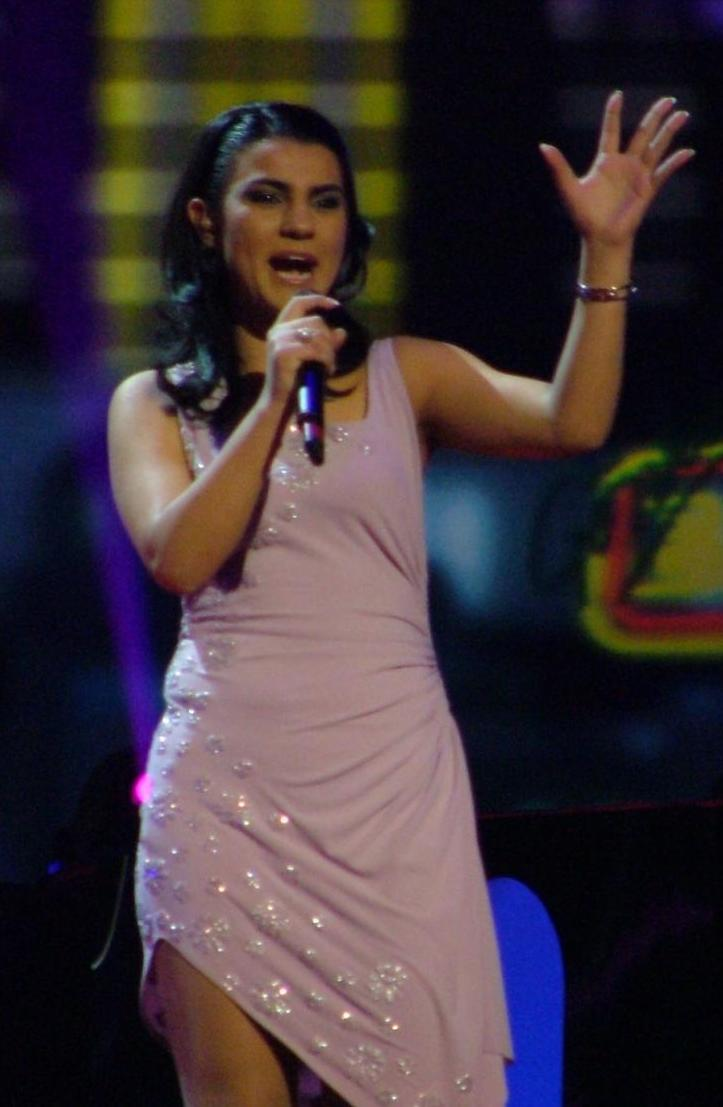
Anjeza Shahini – zwyciężczyni Festivali i Këngës 42 podczas prób do 49. Konkursu Piosenki Eurowizji w 2004

Finał festiwalu odbył się 21 grudnia 2003. W koncercie wzięło udział osiemnastu uczestników, którzy pomyślnie przeszli rundy półfinałowe. Zwycięzcę wybrali telewidzowie oraz jurorzy stosunkiem głosów 50:50. Pod koniec programu podano nazwiska kandydatów, którzy zajęli pierwsze, drugie i trzecie miejsce.
| L.p. | Artysta             | Piosenka                        | Miejsce |
| ---- | ------------------- | ------------------------------- | ------- |
| 1    | Arber Arapi         | „Bota ime”                      | –       |
| 2    | Kujtim Prodani      | „Ju të dashurat e mia”          | –       |
| 3    | Anisa Dervina       | „Sytë e zemrës”                 | –       |
| 4    | Françesk Radi       | „Syri i saj po më verbon”       | –       |
| 5    | Rudi & Ingrid Jushi | „Me ty”                         | –       |
| 6    | Edmond Mancaku      | „Trill vjeshte”                 | –       |
| 7    | Evis Mula           | „E dashuruar”                   | –       |
| 8    | Kozma Dushi         | „E nsërmja tjetër kujt i takon” | –       |
| 9    | Klajdi Musabelliu   | „Një shpresë për jetën time”    | –       |
| 10   | Rovena Dilo         | „Njëmijë zemra"                 | –       |
| 11   | Mariza Ikonomi      | „Mbi urë”                       | 2       |
| 12   | Anjeza Shahini      | „Imazhi yt”                     | 1       |
| 13   | Eneda Tarifa        | „Qëndroj”                       | –       |
| 14   | Rosela Gjylbegu     | „Hirushja”                      | 3       |
| 15   | Ermiona Lekbello    | „Ç'punë ke ti me dashurinë”     | –       |
| 16   | Orges Toçi          | „Eja”                           | –       |
| 17   | Voltan Prodani      | „Kthehu dhe kujtohu”            | –       |
| 18   | Andi Kongo          | „Sikur të rroja sa kjo botë”    | –       |

Legenda:
     Zdobywca pierwszego miejsca